# Крёйзе, Рупи
Ян Хендрик (Рупи) Крёйзе (нидерл. Jan Hendrik (Roepie) Kruize; 18 января 1925, Хемстеде, Северная Голландия — 14 февраля 1992, Гаага) — нидерландский хоккеист на траве, нападающий; тренер. Серебряный призёр летних Олимпийских игр 1952 года, бронзовый призёр летних Олимпийских игр 1948 года.

## Биография
Рупи Крёйзе родился 18 января 1925 года в нидерландском городе Хемстеде.
В ранние годы жил в Хемстеде, Амстердаме и Бларикюме.
До Второй мировой войны играл в хоккей на траве за «Ларен», после войны — за ХХИС из Гааги, в составе которого стал четырёхкратным чемпионом Нидерландов.
В 1948 году вошёл в состав сборной Нидерландов по хоккею на траве на летних Олимпийских играх в Лондоне и завоевал бронзовую медаль. Играл на позиции нападающего, провёл 6 матчей, забил 6 мячей (по два в ворота сборных Дании и Пакистана, по одному — Бельгии и Франции).
В 1952 году вошёл в состав сборной Нидерландов по хоккею на траве на летних Олимпийских играх в Хельсинки и завоевал серебряную медаль. Играл на позиции нападающего, провёл 3 матча, мячей не забивал.
В 1956 году мог сыграть на летних Олимпийских играх в Мельбурне, однако Нидерландский олимпийский комитет незадолго до их старта отказался от участия в знак протеста против ввода советских войск в Венгрию.
Удачно действовал в дуэте с Питом Бромбергом, обладал мощным ударом.
В течение карьеры, продолжавшейся до 1961 года, провёл за сборную Нидерландов 56 матчей , забил 69 мячей.
В 1969 году сменил Бромберга на посту тренера сборной Нидерландов, однако проработал меньше года, уступив место Жюлю Ансьону.
Умер 14 февраля 1992 года в Гааге после продолжительной болезни.

## Семья
Отец Рупи Крёйзе был агентом по недвижимости, во время Второй мировой войны был членом Сопротивления, укрывавшим людей от нацистов.
Старший брат — Геррит Крёйзе (1923—2009), американский хоккеист на траве. Эмигрировал в США. Участник летних Олимпийских игр 1956 года.
Сестра также выступала за сборную страны.
Сын — Тис Крёйзе (род. 1952), нидерландский хоккеист на траве. Участник летних Олимпийских игр 1972 и 1984 годов.
Сын — Ханс Крёйзе (род. 1954), нидерландский хоккеист на траве. Участник летних Олимпийских игр 1976 и 1984 годов.
Сын — Хидде Крёйзе (род. 1961), нидерландский хоккеист на траве. Бронзовый призёр летних Олимпийских игр 1988 года, участник летних Олимпийских игр 1984 года.
Дочь — Элске Дейкстра-Крёйзе (1956—2008), нидерландская хоккеистка на траве. Играла за женскую сборную Нидерландов, но в 19 лет была вынуждена завершить карьеру после пересадки почки. Впоследствии работала стоматологом.